# 西出則武
西出 則武（にしで のりたけ、1954年8月26日 - ）は、日本の国土交通技官。第24代気象庁長官。

## 来歴
石川県小松市出身。石川県立小松高等学校を経て、1979年（昭和54年）東京大学大学院理学系研究科修了後、気象庁入庁。札幌管区気象台技術部長、地震火山部地震津波監視課長、地震火山部管理課長、総務部企画課長、福岡管区気象台長、地震火山部長を経て、2014年4月1日付で前任の羽鳥光彦の後任として就任。
2016年3月末で長官を退官。東北大学大学院理学研究科地球物理学専攻固体地球物理学講座特任教授。

## 参考資料
- 気象庁長官に西出氏 朝日新聞デジタル
- 西出則武長官記者会見要旨 気象庁
- 気象庁長官に西出氏 日本経済新聞デジタル

| スタブアイコン | サブスタブ | この項目は、まだ閲覧者の調べものの参照としては役立たない、人物に関連した書きかけの項目です。この項目を加筆・訂正などしてくださる協力者を求めています（P:人物伝/PJ:人物伝）。 |